# Аквилини (Бреша)
Аквилини је насеље у Италији у округу Бреша, региону Ломбардија.
Према процени из 2011. у насељу је живело 128 становника. Насеље се налази на надморској висини од 590 м.